# Nizas (Gers)
Nizas (gaskognisch gleichlautend) ist eine französische Gemeinde mit 137 Einwohnern (Stand: 1. Januar 2022) im Département Gers in der Region Okzitanien. Sie gehört zum Kanton Val de Save und zum Arrondissement Auch. 

## Lage
Nizas liegt etwa 41 Kilometer westsüdwestlich von Toulouse. An der westlichen Gemeindegrenze verläuft der Fluss Aussoue, in den hier sein Zufluss Lieuze einmündet. Umgeben wird Nizas von den Nachbargemeinden Pompiac im Norden, Seysses-Savès im Osten und Nordosten, Savignac-Mona im Süden und Osten, Monblanc im Süden sowie Samatan im Westen.

## Bevölkerungsentwicklung
| Jahr                       | 1962 | 1968 | 1975 | 1982 | 1990 | 1999 | 2006 | 2011 | 2016 |
| -------------------------- | ---- | ---- | ---- | ---- | ---- | ---- | ---- | ---- | ---- |
| Einwohner                  | 111  | 98   | 91   | 103  | 98   | 78   | 175  | 167  | 154  |
| Quellen: Cassini und INSEE |      |      |      |      |      |      |      |      |      |

## Sehenswürdigkeiten
- Kirche Saint-Romain